# Štola Myší díra
Štola Myší díra je vodní kanál ve skalním masívu hradu Litice v katastrálním území Litice nad Orlicí obce Záchlumí v okrese Ústí nad Orlicí. Vodní kanál, mimo malou vodní elektrárnu (MVE), je chráněnou kulturní památkou České republiky.

## Historie
Štola Myší díra je unikátní dílo pozdní gotiky. Byla proražena za panování Pernštejnů v období 1495–1521, pravděpodobně jako protipovodňové dílo, které mělo chránit stavení v údolí pod hradem před záplavami.

## Popis
Štola je ražena v šíji mezi horou Kletná (535 m n. m.) a skalním ostrohem s hradem Litice, který obtéká řeka Divoká Orlice tzv. Hřebínek. Skalní masív je tvořen litickou žulou, která je tvořena granodioritem až granitem. Štola je dlouhá 36 m a v roce 1931 byla rozšířena, vyzděna betonovou obezdívkou a opatřena stavidlem. Na vyústění štoly navazuje vyrovnávací komora, která má na rostlé skále základový blok. Původní dřevěný jez byl v roce 1931 opraven a  vybetonován. Je zděný, dva metry vysoký a 28,8 m dlouhý.

## MVE
Malá vodní elektrárna využívá spád 24,5 m štoly Malá díra. V roce 1871 bylo postaveno vodní dílo baronem Parishem, které vyrábělo stlačený vzduch využívaný v blízkém lomu ke štípání kamene. V období 1931–1932 byla postavena MVE, první plně automatizovaná elektrárna v Československu. Do provozu byla uvedena 1. dubna 1932. Voda je přiváděna od jezu na řece Divoká Orlice postaveném v říčním km 66,829. Vede 90 m dlouhým přívodním potrubím se spádem 24,5 m (s využitím Myší díry). V MVE je instalována původní Francisova turbína s hltností 4,5 m³/s, kterou dodala pardubická firma Josefa Prokop a synové. Celkový výkon elektrárny byl 750 kW. Elektrotechnickou část dodala firma Brown-Boveri. Po provedené rekonstrukci v roce 2007 byl zvýšen výkon na 930 kW. V roce 2015 byla provedena oprava odpadního kanálu, který odvádí vodu zpět do Divoké Orlice.